# لف رودنف
لف رودنف (روسی: Лев Владимирович Ру́днев؛ ۱ مارس ۱۸۸۵ – ۱۹ نوامبر ۱۹۵۶) معمار، و استاد دانشگاه اهل امپراتوری روسیه بود.